# Железничка станица Бар
Железничка станица Бар је последња железничка станица на прузи Београд—Бар. Налази се у насељу Бар у општини Бар. Пруга се наставља у једном смеру ка луци Бар и у другом према Сутомору. Железничка станица Бар састоји се из 14 колосека.

## Повезивање линија
- Пруга Београд—Бар